# Robert Deurwaerder
Robert Deurwaerder (19 september 1941) is een Belgisch voormalig voetballer.
Deurwaerder begon zijn carrière in 1957 bij Club Brugge, dat toen actief was in de Belgische tweede klasse. Reeds twee jaar nadien speelden ze terug op het hoogste niveau. Op 3 maart 1963 speelde hij zijn enige wedstrijd voor het Belgisch voetbalelftal. De wedstrijd in en tegen Nederland eindigde in een 0-1 overwinning voor België.
In 1962 werd Deurwaerder vijfde in de verkiezing van de Gouden Schoen.